# Peter Decker (Publizist)
Peter Decker ist ein deutscher Publizist und marxistischer Theoretiker. Seit 2010 ist er Chefredakteur der Zeitschrift GegenStandpunkt.

## Werdegang
Decker genoss seine politische Sozialisierung zwischen 1967 und 1974 im Raum Erlangen-Nürnberg/München. Mit Karl Held, Theo Ebel und Theo Wentzke verhalf er der 1971 gegründeten Marxistischen Gruppe (MG) um 1979 zu einem Durchbruch. Er gilt als einer ihrer Kader bzw. Spitzenfunktionäre. 1982 wurde er mit einer Arbeit zu „systembildenden Konzeptionen Adornos im Lichte der philosophischen Tradition“ an der Universität Bremen zum Doktor der Philosophie promoviert. Nach dem Tod Karl Helds 2010 folgte Peter Decker ihm als Chefredakteur der marxistischen Vierteljahreszeitschrift GegenStandpunkt nach. Zwischen 2020 und 2022 erschienen einige Artikel Deckers aus dem GegenStandpunkt auf Telepolis.
Decker ist Autor, Co-Autor bzw. Herausgeber mehrerer Bücher. Das gemeinsam mit Held veröffentlichte 1989/1990 zweibändige Buch DDR kaputt – Deutschland ganz erreichte eine Gesamtauflage von mindestens 60.000 Exemplaren.

## Rezeption
Lennart Laberenz (literaturkritik.de) bescheinigt Deckers mit Konrad Hecker veröffentlichtem Buch Das Proletariat, dies sei

„[f]ür diejenigen, die Politik nur als kritikloses Denken von Wirtschaftswachstumspotentialen oder wahlweise fiskalpolitischer Grobsteuerung kapitallogischer Verwertungsprozesse verstehen, […] freilich nichts: Die Autoren gehen mit der Untersuchung der Ausbeutungslogik des warenproduzierenden Systems weit über die systemimmanenten Rahmen von schnöden Sozialstaatsdebatten hinaus.“

Julian Bierwirth dagegen attestiert Decker – in Bezug auf dessen Gesamtwerk – in der Zeitschrift Krisis ein

„unkritisches und affirmatives Verhältnis zur bürgerlichen Gesellschaft.“

Decker beziehe

„einen utilitaristischen Standpunkt, der jede Welterfahrung in bloße Zweck-Mittel-Beziehungen auflöst. […] Dass es keinesfalls selbstverständlich ist, dass Menschen sich vergesellschaften, indem sie sich wechselseitig zum Objekt machen, also als Sache behandeln, sondern es sich dabei um ein spezifisches Merkmal der bürgerlichen Gesellschaft handelt, bleibt für Decker ein Buch mit sieben Siegeln und löst allenfalls Achselzucken.“

## Publikationen
- Martin Heidegger. Der konsequenteste Philosoph des 20. Jahrhunderts. Faschist. 2. Auflage. GegenStandpunkt Verlag, München 2020, ISBN 978-3-96221-010-6 (84 S., Erstausgabe: Resultate Verlag, München  1988).
- Die Methodologie kritischer Sinnsuche: systembildende Konzeptionen Adornos im Lichte der philosophischen Tradition (= Erlanger Studien. Band 37). Palm & Enke, Erlangen 1982, ISBN 3-7896-0137-3 (256 S., farberot.de [PDF] zugl. Univ. Bremen, Diss., 1982 u. d. T.: Die systembildenden Konzeptionen Adornos im Lichte der philosophischen Tradition).
- mit Konrad Hecker und Joseph Patrick: Das Finanzkapital. GegenStandpunkt Verlag, München 2016, ISBN 978-3-929211-16-0 (180 S.).
- mit Konrad Hecker: Das Proletariat. GegenStandpunkt Verlag, München 2002, ISBN 3-929211-05-X (288 S.).
- mit Karl Held: DDR kaputt – Deutschland ganz. Band 2: Der Anschluß. Eine Abrechnung mit der neuen Nation und ihrem Nationalismus. Resultate Verlag, München 1990, ISBN 3-929211-07-6 (253 S.).
- mit Karl Held: DDR kaputt – Deutschland ganz. Band 1: Eine Abrechnung mit dem „Realen Sozialismus“ und dem Imperialismus deutscher Nation. GegenStandpunkt Verlag, München 2024, ISBN 978-3-929211-06-1 (264 S., Erstausgabe: Resultate Verlag, München  1989).

als Herausgeber
- Demokratie. Die perfekte Form bürgerlicher Herrschaft. 2. Auflage. GegenStandpunkt Verlag, München 2023, ISBN 978-3-96221-030-4 (268 S., Erstausgabe:  2013).